# Droits LGBT au Nigeria
Pour un article plus général, voir LGBT au Nigeria.
Au Nigeria, le droit s'appliquant aux personnes lesbiennes, gays, bisexuelles et transgenres (LGBT) est particulièrement répressif. Les relations sexuelles tant entre hommes qu'entre femmes sont illégales, l'homosexualité est punissable de lapidation dans les douze États qui ont adopté la charia, et elle peut être punie jusqu'à quatorze années de prison dans tout le pays. Il n'y a aucune protection légale contre la discrimination.

## Lois contre l'homosexualité
Douze États du Nord ont adopté le code pénal de la charia : Bauchi, Borno, Gombe, Kaduna, Kano, Katsina, Kebbi, Jigawa, Niger, Sokoto, Yobe et Zamfara. Ce code pénal ne s'applique pas aux non-musulmans.
L'homosexualité au Nigeria est illégale selon les articles 214 et 217 du chapitre 21 du code pénal nigérian, et peut être punie de prison jusqu'à quatorze ans dans tout le Nigeria. Dans les douze États qui ont adopté la charia, la sodomie (Liwat) est punie de cent coups de fouet (pour les hommes musulmans non mariés) et d'un an de prison et de mort par lapidation pour les hommes musulmans mariés ou divorcés,. En mars 2006, la presse a rapporté que plus de douze personnes ont été condamnées à la mort par lapidation depuis 2000, mais les sentences n'ont pas été appliquées.
Le 17 juin 2011, l'Afrique du Sud propose au Conseil des droits de l'homme des Nations unies un texte qui vise à combattre les discriminations liées à l'orientation sexuelle. Le délégué sud-africain est alors accusé par celui du Nigeria de trahir les « valeurs du camp africain » et de « s'aligner sur le bloc occidental ».
Le 30 août 2023, la police procède à l'arrestation d'une centaine de personnes dans un hôtel nigérian, où se déroule une cérémonie de mariage homosexuel. 69 personnes sont inculpées à la suite de ces arrestations, avec possibilité de libération sous caution de 500 000 narias. Une autre arrestation de 76 personnes a lieu en octobre 2023 dans le nord est du pays pour les mêmes raisons.
Le 16 décembre 2024, le président Bola Tinubu signe une nouvelle directive interdisant aux officiers de l'armée d'être homosexuel.

## Expression de l'identité de genre
Le code pénal de la charia interdit aux hommes de s'habiller en femmes ou de parler d'eux en tant que femmes.

## Reconnaissance des unions homosexuelles
Le 8 janvier 2007, le Conseil exécutif fédéral a approuvé une loi, le Same Sex Marriage (Prohibition) Act 2006, qui interdit les mariages homosexuels, et l'a envoyé à l'Assemblée nationale pour une application immédiate. D'après le ministre le justice Bayo Ojo, la loi a été portée par le président Olusegun Obasanjo à la suite de manifestations pour le mariage entre personnes de même sexe lors de la Conférence internationale sur le VIH/SIDA en 2005. Ce dernier déclare en effet vouloir « stopper les excès d'un groupe de jeunes gens dont le comportement est devenu de plus en plus embarrassant ».
Le projet de loi réclamait cinq ans de prison pour quiconque entreprenait, « accomplissait, était témoin de, aidait ou encourageait » un mariage entre personnes de même sexe. Il interdisait aussi toute manifestation extérieure d'une « relation amoureuse homosexuelle » et l'adoption homoparentale. Le projet aurait fait du Nigeria le deuxième pays en Afrique à criminaliser de telles unions, après l'Ouganda en 2005.
Le même projet aurait réclamé aussi cinq ans de prison pour tout engagement public ou toute création d'association en faveur des droits des homosexuels. La loi contenait aussi une proposition d'ostraciser toute personne homosexuelle. L'intention du projet de loi était d'interdire tout ce qui se rapportait de près ou de loin à l'homosexualité dans le pays.
En février 2006, le département d'État des États-Unis a condamné le projet de loi. En mars 2006, seize associations internationales pour les droits de l'homme ont signé une lettre condamnant le projet de loi, le dénonçant comme une violation des libertés d'expression, d'association et d'assemblée garanties par la loi internationale ainsi que par la Charte africaine des droits de l'homme et des peuples.
Le projet a été abandonné avec la fin du mandat du président Olusegun Obasanjo en 2007.
Le 20 janvier 2009, le parlement du Nigeria vote une loi punissant de prison la participation à un mariage entre personnes de même sexe et interdisant toute association ou manifestation homosexuelles. Cette loi a été ratifiée par le président Jonathan en janvier 2014. Elle punit de 14 ans de prison le mariage et la cohabitation entre personnes de même sexe. Elle prévoit une peine de 10 ans de prison pour toute personne participant à une organisation ou manifestation homosexuelle ainsi que pour toute manifestation publique d'affection entre personne de même sexe.
En janvier 2014, le président nigérian Goodluck Jonathan promulgue une loi interdisant les unions entre personnes de même sexe et restreignant les droits des homosexuels. En mai 2014 la loi est adoptée à l'unanimité par les parlementaires nigérians, prévoyant une peine de 14 ans de prison en cas d'homosexualité.